# بادیگارد (فیلم ۲۰۱۶)
بادیگارد (انگلیسی: The Bodyguard) فیلمی در ژانر مهیج و رزمی به کارگردانی سامو هونگ است.

## داستان
داستان فیلم در دهه ۲۰۰۰ در یک شهر متوسط چین واقع در شمال شرقی چین ، نزدیک مرز روسیه اتفاق می افتد. پیرمردی چاق به نام دینگ شاهد چاقو خوردن مردی توسط گروهی است ، اما وقتی توسط پلیس برای شناسایی مظنون احضار می شود ، مردد می شود...